# Font Crown
La Font Crown (The Crown Fountain) és una obra interactiva d'art públic i vídeoescultura radicada al parc del Mil·lenni de Chicago, localitzat a l'àrea comunitària coneguda com The Loop. Dissenyada per l'artista barceloní Jaume Plensa i creada per Krueck and Sexton Architects, l'obra va ser mostrada en públic per primera vegada al juliol de 2004. Està formada per una piscina d'escassa profunditat de granit negre, amb una làmina d'aigua reflectora entre dues torres de maó de vidre. Les torres tenen una altura de 50 peus (15 m), i disposen de díodes lluminosos (leds) per mostrar vídeos digitals en les cares que donen a la piscina de granit. El disseny i la construcció van tenir un cost de 17 milions de USD. De maig a octubre funciona generalment amb aigua, que cau en cascada de manera intermitent per les dues torres i regalima a través d'un filtre obert en la part frontal de cada torre.
Veïns i crítics l'ha elogiat per motius artístics i d'entreteniment. Incorpora algun dels temes i motius constants en l'obra de Plensa, com és el dualisme que es manifesta en la llum i l'aigua, i s'estén a la tecnologia del vídeo. La forma com se serveix de l'aigua és única si es compara amb qualsevol altra font de Chicago, per la manera en què promou la interacció física entre el públic i l'aigua. La font tant com el propi parc permet un alt grau d'accessibilitat, gràcies al seu disseny universal.
La font també ha estat motiu de controvèrsia en major mesura que qualsevol altra de les obres realitzades al parc. Abans fins i tot que s'iniciés la seva construcció va haver-hi dubtes sobre la seva altura, que podria violar la tradició estètica del parc. Una vegada conclosa va sorgir una polèmica per la instal·lació de càmeres de vigilància a la part alta de la font, immediatament retirades per les protestes públiques.
Però després d'aquests polèmics començaments la font s'ha obert camí en la cultura popular de Chicago, en convertir-se en un lloc de trobada i molt atractiu per als fotògrafs. A més, encara que alguns dels vídeos mostren paisatges, són més notables els que presenten rostres dels propis ciutadans, de manera que són molts els que visiten la font amb l'esperança de veure les seves cares projectades en alguna de les dues pantalles de la font. Així mateix, funciona com a àrea pública de jocs i ofereix als visitants la possibilitat d'escapar de les altes temperatures de l'estiu, a més de permetre que els nens juguin amb l'aigua de la font.

## Concepte i disseny

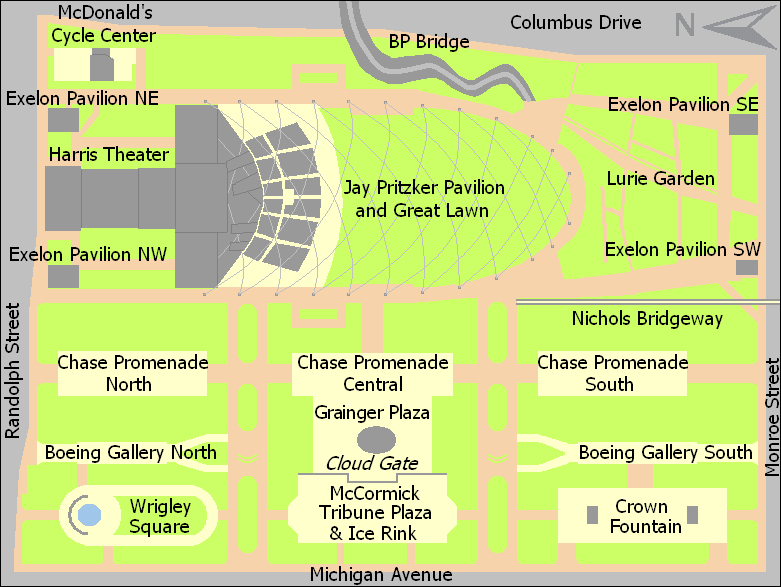
Mapa del parc del Mil·lenni, on s'aprecia en la part inferior dreta la font Crown.

El parc urbà Grant Park, conegut informalment com el «pati davanter de Chicago», està situat entre el llac Míchigan i el districte financer de Chicago. Abans de la seva eventual transformació al parc del mil·lenni, en 1998, en el seu extrem nord-oest hi havia platges de maniobres i àrees per estacionar vehicles. El parc del mil·lenni va ser concebut amb la intenció de commemorar l'arribada del nou mil·lenni, així com per servir com un lloc d'exhibició permanent d'obres d'arquitectes, dissenyadors, paisatgistes i urbanistes de prestigi internacional. En 2007 era ja una de les atraccions turístiques més visitades a Chicago, juntament amb el moll Navy Pier. La font Crown està situada al centre de la ciutat: a l'est de l'avinguda Míchigan i la seva Historic Michigan Boulevard District; al nord del carrer Monroe i l'Institut d'Art de Chicago; i al sud del carrer Madison. Al nord de la font poden observar-se algunes de les estructures més elevades dels Estats Units com són: Aon Center, Two Prudential Plaza i One Prudential Plaza.

### Elecció de l'artista
Al desembre de 1999, l'empresari Lester Crown (n. 1925) i la seva família van acordar invertir en la construcció d'una font al Parc del mil·lenni. A diferència d'altres patrocinadors del parc, Crown va actuar amb independència de les autoritats del parc duent a terme els seus propis estudis de tecnologies de moviment de l'aigua que existien fins al moment, i organitzant un concurs de disseny. Va ser partícip així mateix de tot el procés de disseny i enginyeria del projecte.
Encara que els Crown no tenien preferència per algun artista específic, des d'un inici es van mostrar interessats en un disseny contemporani i van sol·licitar recomanacions a partir d'una llista de prospectes. L'espanyol Jaume Plensa (n. 1955) tenia noció sobre les tradicions i història de les fonts, i havia estudiat l'antropomorfisme en aquesta classe d'obres. Encara que al principi va voler prendre com a referència a la font de Buckingham per al seu projecte, no va trigar a descartar-la. La presentació de la seva escultura interactiva davant la família Crown va començar amb una sèrie de diapositives de fonts de l'Edat Mitjana fins al segle xx. La seva intenció era donar-li èmfasi als significats filosòfics relacionats amb les fonts, la seva història, l'ús i l'art. En la seva presentació va incloure també l'animació per computadora d'expressions facials. Els altres finalistes del concurs van ser Maya Lin, qui va presentar un format de baixa altura horitzontal; i Robert Venturi, el disseny del qual mostrava una font de 150 peus (46 m). El gener de 2000 Plensa va guanyar el concurs superant a Lin i Venturi.

### Disseny artístic

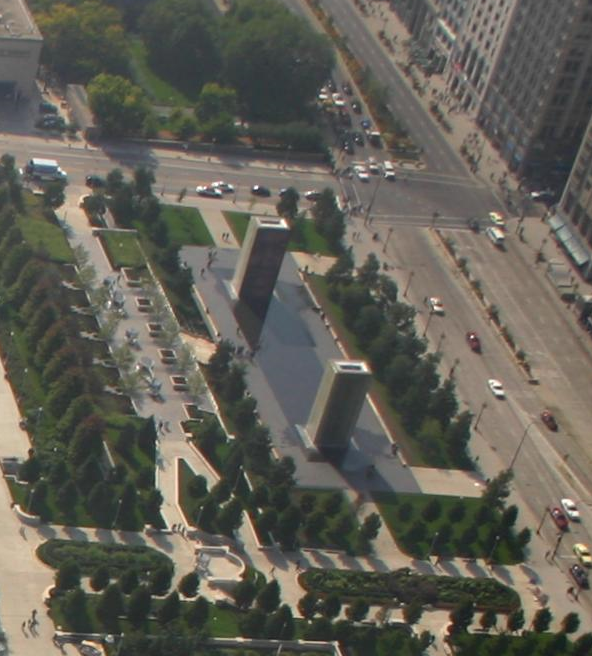
Les torres oposades de 50 ft d'altura representen el concepte de dualisme de Plensa.

Abans de la Font Crown, el principal concepte de Plensa era el dualisme,[21] un aspecte que havia expandit a obres d'art on els espectadors estiguessin fora, i els elements visibles de l'art estiguessin dins de contenidors i espais buits.
En els anys 1990, va completar diverses escultures a la intempèrie on explorava l'ús de la llum (com a exemples figuren The Star of David (1998) en la Raoul Wallenberg Square, a Estocolm, i Bridge of Light (1998) a Jerusalem), i la tecnologia amb díodes leds, vídeos i gràfics per computadora (Gläserne Seele & Mr. Net en Brandenburgo (1999–2000)).[22] En les seves obres d'art públic, Plensa procurava desafiar-se a si mateix amb tal d'involucrar a l'espectador en la seva creació, la qual cosa li va donar al final la idea de la font Crown. El seu objectiu era crear una font interactiva i rellevant en l'àmbit social per al segle xxi. Ja que l'aigua és l'element principal d'una font, i atès que Chicago, especialment el parc del Mil·lenni, és afectat d'una forma notable per la línia de costa propera, Plensa va buscar crear una obra perpètua d'aigua per complementar les inspiracions naturals de la zona. A més, sabia que els hiverns freds són comuns a la ciutat, per la qual cosa va instituir una font que romandria vibrant quan l'aigua estigués inactiva en l'època hivernal, i així també constituiria una experiència de llums i tecnologia amb vídeos. L'autor explora el dualisme en situar dos rostres triats aleatòriament i que «dialoguen» entre si. Plensa va sentir que en incorporar rostres humans, podia representar la diversitat de la ciutat, tant l'origen ètnic com l'edat dels seus habitants. Per mitjà de l'actualització de les imatges exhibides, que duren amb prou feines alguns segons, el seu creador intenta descriure l'evolució sociocultural de Chicago. La font Crown ha passat a convertir-se en part de la cultura popular de la ciutat; com a exemple, els primers episodis de la sèrie televisiva Prison Break contenen preses de la font.
Plensa concep que el desafiament inherent perquè una obra d'art públic es torni reeixida consisteix a integrar a l'espectador en una relació interactiva amb l'element artístic. La font és coneguda per permetre que els visitants es llisquin i xipollegin en la piscina reflectora, o que es col·loquin sota els dolls d'aigua que cauen en forma de cascada. D'alguna manera, aquesta interactivitat va sorgir de manera accidental. Si bé la ciutat planejava algun tipus d'interacció entre la gent i la font, el fet que es convertís en un parc aquàtic per a nens va sorprendre al propi Plensa. Des de llavors, cada vegada que el Servei Meteorològic dels Estats Units decreta recomanacions per mitigar les altes temperatures, i que el governador d'Illinois declara els edificis d'oficines estatals com a «centres refrigerats» oficials en el dia, la premsa nacional enllista a la font Crown com un «respir» pels habitants de l'àrea metropolitana de Chicago.

### Producció del vídeo
Se li va demanar a un aproximat de 75 organitzacions ètniques, socials i religioses de Chicago que proposessin candidats, els rostres dels quals serien fotografiats per integrar-se en la interactivitat de la font. Els va triar d'escoles, esglésies i grups comunitaris municipals. Les primeres preses fotogràfiques van començar en 2001, al centre del campus de l'escola de l'Institut d'Art de Chicago (SAIC). Els estudiants van gravar als subjectes triats d'aquí amb una càmera de vídeo d'alta definició HDW-F900, amb un valor ascendent a 100 000 USD (uns 88 000 €); aquest mateix tipus de càmera es va utilitzar per a la producció de les tres preqüeles de Star Wars. Es va triar aquesta càmera a causa de la magnitud del projecte. A causa que les proporcions de les imatges aconseguides eren equiparables a les d'una pantalla de cinema, amb una amplària major a la seva altura, es va optar per posicionar l'equip sobre un dels seus costats durant la filmació. Uns 20 alumnes de SAIC van prendre un curs informal sobre art públic per al projecte. També van participar en la producció del vídeo la comunitat estudiantil i el professorat del Columbia College Chicago.
Cada rostre que apareix en l'escultura és exhibit per cinc minuts, per a això s'utilitzen segments de vídeos diferents de 80 segons cadascun. Es reprodueix una secció de 40 segons a un terç de la velocitat cap enrere i cap endavant, amb el que aquest segment arriba a un total de 4 minuts. Després un segment addicional, on es frunzeix la boca, és reduït a 15 segons, seguit per una altra secció on l'aigua apareix d'enmig de la boca oberta, la qual dura 30 segons. Finalment, l'aigua deixa de regalimar quan apareix un somriure en el rostre per al voltant de 15 segons. Dels 1051 individus gravats, es van utilitzar 960 filmacions pel projecte. Al principi, es va dir que el conjunt d'imatges capturades era el començament d'un nou vídeo, però no es va saber més sobre aquest tema.
Per aconseguir l'efecte que l'aigua semblés sortir realment de la boca de les persones gravades, cada vídeo té un segment on apareixen els llavis frunzits de cada subjecte. Aquesta secció és cronometrada perquè coincideixi amb el regalim d'aigua, semblant a les fonts tipus gàrgola. Un aspecte important és que a cap moment apareixen el cabell o les orelles de cap dels fotografiats. Ja que no existeixen trípodes dissenyats per fixar les càmeres en un dels seus costats, es va utilitzar una cadira ajustable de perruquer/dentista per reduir el moviment de la càmera, en ple estat de l'art durant l'enregistrament. No obstant això, en alguns casos es va requerir edició digital per simular el frunziment dels llavis en la ubicació exacta. Els responsables d'edició van haver de fer més estrets diversos rostres, perquè les boques estiguessin situades apropiadament. Igualment es va corregir el color per afegir més lluentor, contrast i saturació a les preses. Els segments finals van haver d'ajustar-se perquè la llum del sol no afectés la visibilitat de les imatges.

## Construcció i enginyeria
La família Crown, que li dona nom a la font, va donar 10 dels 17 milions USD usats per a la construcció i disseny de l'escultura. La família Goodman, coneguda per fundar el Teatre Goodman, també va contribuir de forma important a la causa; el cost total es va reunir enterament per mitjà de donacions privades. Al començament, s'estipulava que el cost total seria de 15 milions USD.
Krueck and Sexton Architects va accedir a construir l'escultura, després que altres dues signatures arquitectòniques rebutgessin fer-ho. Krueck and Sexton no estava especialitzada en l'art públic, sinó més aviat en projectes com el Spertus Institute. La col·laboració entre l'artista i l'equip de consultors i arquitectes va ser crucial per a la culminació de l'obra. La piscina reflectora a força de granit negre de la font mesura 48x232 peus (15x71 m) i té un fons de 0,25 ( mm). Exhibeix vídeos en dues pantalles led, cadascuna encapsulada en una torre de maó de vidre que mesura 50x23x16 peus (equivalents a 15x7x4,9 m). Per suportar la càrrega de les torres, amb una altura de 50 peus (15 m) ( m), l'empresa va dissenyar estructures especials d'acer inoxidable, que igualment li van proporcionar resistència a les parets contra forts corrents de vent. Aquestes estructures sostenen tots els blocs de vidre i transfereixen la càrrega a la base en un patró de ziga-zaga. Algunes varetes de 0,5 ( ) de diàmetre es troben ancorades en l'estructura i sobresurten en la mateixa per proporcionar-li una estabilitat lateral; per donar-li un major suport a les torres, es va col·locar una sèrie de mènsules triangulars en les cantonades.

## Inauguració i funcionament

### Obertura
Amb prou feines va acabar la construcció de la vídeoescultura, aquesta es va avaluar formalment el 18 de maig de 2004, sense posar en funcionament el sistema d'aigua de la font. Al principi, Plensa planejava que cada rostre aparegués 13 minuts, fins a arribat el moment de posar a prova l'obra. Els professors del SAIC ho van convèncer que els vídeos havien de durar solament 5 minuts.
La font es va mostrar per primera vegada al públic entre el 16 i 18 de juliol, en plena celebració per l'obertura del parc del Mil·lenni al 2004, que va ser patrocinat per J.P. Morgan Chase & Co. En aquest moment, la font Crown, igual que la propera Cloud Gate, estava incompleta, ja que solament 300 dels vídeos estaven llestos per ser exhibits en les pantalles de l'obra. Va ser oberta oficialment el 24 de juliol de 2004, com a part d'una festa privada per recaptar fons, que va arribar a tenir guanys per 3 milions USD, a benefici del Millennium Park Conservancy Fund.

### Funcionament
El centre de comandament que regeix la sincronització de les imatges, el flux d'aigua, i el color i la intensitat de la il·luminació, es troba sota una de les dues torres, en una habitació amb una àrea de 550 peus quadrats (51 m²). Aquí s'allotgen els servidors que suporten el vídeo d'alta definició, igual que l'equip de sensors de temperatura. Els vídeos amb els rostres estan guardats en arxius de computadora, allotjats al seu torn en discos durs independents. En general, els programes informàtics exerceixen tasques automàtiques, com determinar quan es frunzirà un dels rostres, o si el clima és apropiat, o quan ha d'encendre's o apagar-se el flux d'aigua. L'ús d'imatges de baixa resolució, en comptes d'aquelles d'una qualitat més alta, va resultar menys costós i va permetre una millor exhibició per a l'espectadora mitjana. El controlador Barco tria la seqüència de rostres, una per vegada, i determina una il·luminació a l'atzar per a un dels vuit colors led de cada torre, programats amb un sistema Electronic Theatre Controls (ETC). A la nit, l'ETC controla la il·luminació de l'aigua de la cascada, que és atenuada per una sèrie d'interruptors diferencials a prova d'humitat. El centre de comandament cobreix una àrea equivalent a 26 calaixos de l'estacionament subterrani, la qual cosa comporta un cost municipal de 100 000 USD a l'any, en qüestió de cost d'oportunitat de la pèrdua d'ingressos.